# دوور، شهرستان بوفالو، ویسکانسین
دوور (به انگلیسی: Dover) یک منطقهٔ مسکونی در ایالات متحده آمریکا است که در شهرستان بوفالو، ویسکانسین واقع شده‌است. دوور ۹۳٫۸۰ کیلومتر مربع مساحت و ۴۸۶ نفر جمعیت دارد و ۲۶۱ متر بالاتر از سطح دریا واقع شده‌است.